# Ernest Obeng
Ernest Ahwireng Obeng (8 aprile 1956) è un ex velocista ghanese.

## Biografia
Nel 1979 fu medaglia d'oro ai campionati africani di Dakar nei 100 metri piani, risultato che replicò anche all'edizione del 1982. Nel 1981 fu invece medaglia di bronzo alle Universiadi di Bucarest e vinse la medaglia d'argento in coppa del mondo a Roma, in rappresentanza dell'Africa.
Nel 1983 partecipò ai prima campionati del mondo di atletica leggera, ad Helsinki, ma fu eliminato durante le batterie.

## Palmarès
| Anno | Manifestazione      | Sede     | Evento      | Risultato | Prestazione | Note                          |
| ---- | ------------------- | -------- | ----------- | --------- | ----------- | ----------------------------- |
| 1979 | Campionati africani | Dakar    | 100 m piani | Oro       | 10"54       |                               |
| 1981 | Universiadi         | Bucarest | 100 m piani | Bronzo    | 10"37       |                               |
| 1982 | Campionati africani | Il Cairo | 100 m piani | Oro       | 10"20       | Miglior prestazione personale |
| 1983 | Mondiali            | Helsinki | 100 m piani | Batteria  | 10"51       |                               |

## Coppe e internazionali
1981
- Argento in coppa del mondo ( Roma), 100 m piani - 10"21